# Приконнисская митрополия
Приконни́сская митропо́лия (греч. Ιερά Μητρόπολη Προικοννήσου) — историческая митрополия Константинопольской православной церкви на территории Турции. Епархиальный центр — Мармарас на острове Мармара. Правящий архиерей имеет титул митрополит Приконнисский, ипертим и экзарх всей Пропонтиды.

## История
Митрополия охватывает территорию островов Мармара, Авша, Пашалиманы, Экинлик, Коюн и 5 небольших островов в Мраморном море.
Приконнисская епархия известна с V в. н. э. В IX веке стала архиепископией, а в мае 1823 года — митрополией. После распада Оманской империи в 1920 году острова заняла греческая армия, однако в 1922 году острова были отвоёваны турками, греческое население было выселено. Таким образом, на территории митрополии не осталось христианского населения.

## Епископы
- Никифор (Пилусиотис) (август 1795 — июнь 1821)
- Косма (июнь 1821 — сентябрь 1830)
- Самуил (сентябрь 1830 — январь 1835)
- Виссарион (январь 1835 — август 1841)
- Гедеон (август 1841 — 14 июля 1853)
- Софроний I (14 июля 1853 — 19 апреля 1861)
- Гедеон (19 апреля 1861 — 12 января 1877)
- Дионисий (Георгиадис) (24 января 1877 — 12 марта 1885)
- Никодим (Ангелидис) (12 марта 1885 — 14 января 1892)
- Игнатий (14 января 1892 — 4 октября 1893)
- Венедикт (Адамантидис) (23 октября 1893 — 9 марта 1900)
- Парфений (Папафотинос) (9 марта — декабря 1900)
- Софроний (Аргиропулос) (16 января 1901 — 15 ноября 1911)
- Никодим (Пападопулос) (8 декабря 1911 — 4 августа 1920)
- Георгий (Мисаилидис) (20 февраля 1922 — 9 октября 1924)
- Филофей (Ставридис) (5 октября 1943 — 13 ноября 1963)
- Исаия (Хронопулос) (24 ноября 1997 — 20 декабря 2002)
- Иосиф (Харкиолакис) (с 24 июня 2008 года)